# 長山藍子
長山 藍子（ながやま あいこ、1941年〈昭和16年〉6月21日 - ）は、日本の女優。中国内蒙古自治区フフホト市生まれ、静岡県三島市育ちで、３人きょうだいの長女。身長159cm、体重50kg。日本新劇俳優協会理事。夫は俳優の武正忠明（1997年結婚）。

## 来歴・人物
父は同盟通信社記者で東京タイムズ創立に参加した。通信社の記者として父親が赴任していた中国・内蒙古フフホト市で生まれ、幼児期を東北部の新京（現：長春）で過ごした。4歳のとき現地で終戦を迎え、父親と離れてしまい、母・弟とともに引き揚げて、東京に住む。
成蹊小学校・中学校、静岡県立三島北高等学校卒業。小・中学校の同級生に俳優の東野英心がいた。
父親の影響で俳優を目指し、小・中学校時代から演劇部に所属。三島北高等学校卒業後、俳優座養成所に12期生として入所する。同期には加藤剛、山本圭、中村敦夫、樫山文枝、松山英太郎らがいる。
1963年に卒業すると同時に劇団新人会に参加した。1970年には前田昌明、山本學らと第二次劇団新人会を発足した（1994年に朋友と改名）。1999年、文化庁芸術祭演劇部門大賞受賞。2007年9月に劇団朋友を退団。
テレビドラマでは『女と味噌汁』シリーズや『渡る世間は鬼ばかり』など、TBS制作のホームドラマ・石井ふく子プロデュース作品に数多く出演した。特に1990年からの『渡鬼』シリーズでの野田弥生役は広く知られており、20数年演じたキャラクターである。
石井とコンビを組むことの多い橋田壽賀子作品にも起用されている。
『男はつらいよ』シリーズではテレビドラマ版で車さくら役を演じ、劇場版第5作のヒロイン役も務めた。劇場版第5作ではテレビドラマ版の出演者である井川比佐志と杉山とく子との再共演となった。
1971年東京都知事選挙では、美濃部亮吉の支持を表明した。
1979年から1981年までは『クイズダービー』に5代目2枠レギュラー解答者としても出演した。山﨑浩子と並ぶ歴代4位の20連敗を記録したものの、正答率は2割9分9厘、平均2勝6敗 - 3勝5敗ペースとまずまずの成績を残している。なお、2枠のベテラン女優枠は長山が最後となり、その次の宮崎美子からは若手女性タレント枠となった。2枠レギュラー降板後も長山は、5枠ゲスト解答者として度々出演しているが、その時の正答率は4割台となりレギュラー時よりも優秀な成績を残している。2014年12月19日放送の復刻版では33年ぶりに2枠回答者で出演。その時の1枠は北野大で初めての1枠2枠の組み合わせとなった。
『ゆびきり』で夫婦役を演じた石坂浩二とは共演が多く、生年月日が一日違いということもあって長年の親交がある。
宇津井健、児玉清、井川、前田吟との共演も多く、特に宇津井とは夫婦・兄妹・父娘役という立場で共演しており、児玉・井川・前田とは夫婦役での共演が多い。
坂上忍は幼少時から親子役で共演していた縁で、とても可愛がられていたそうで「母さん」と呼び慕っている。
杉山、山岡久乃、八千草薫、池内淳子とも共演が多く、特に山岡や池内とは舞台などでも共演し、プライベートでも親交が深かった。山岡や池内の最期も両親族らと共に看取り、2010年11月4日に開かれた池内のお別れの会では世話人・友人代表として挨拶を行っている。

## 受賞歴
- 1967年、ギャラクシー賞[2]
- 名古屋演劇ペンクラブ賞「秋のかげろう」[2]
- 1999年、芸術祭賞大賞（演劇部門：第54回）「わがババわがママ奮斗記」[2]
- 2014年、第38回山路ふみ子映画賞 特別賞「朽ちた手押し車」[2]

## 出演

### 映画
- 北国の旅情（1966年） - とし 役[7]
- 花の宴（1967年） - 滝民子 役
- 女と味噌汁（1968年）
- 燃えつきた地図（1968年） - ヌードモデル 役
- 橋のない川（1969 - 1970年） - 畑中ふで 役
- 男はつらいよ 望郷篇（1970年） - 三浦節子 役
- 婉という女（1971年）
- 春だドリフだ全員集合!!（1971年） - 荒川文子 役
- 哀しみのベラドンナ（1973年、アニメ作品、声の出演） - ジャンヌ 役
- 超能力だよ全員集合!!（1974年） - しの 役
- 童貞（1975年）
- 東京大空襲 ガラスのうさぎ（1979年） - 敏子の母 役
- 結婚案内ミステリー（1985年） - 関根恭子 役
- ガラスの中の少女（1988年）
- 日本沈没（2006年） - 小野寺道子（俊夫の母）役
- 女たちの都〜ワッゲンオッゲン〜（2012年）

### テレビドラマ
NHK
- おはなはん（1966 - 1967年）
- 旅路（1967 - 1968年） - 室伏千枝 役
- ゼロの焦点（NHK銀河ドラマ、1971年） - 田沼久子 役
- 天下堂々（1973年） - 三千歳 役
- 赤ひげ（1973年）
- 銀河テレビ小説
  - 夏草の輝き（1977年） - 妙子 役
  - 男の子育て日記（1987年） - 正子 役
- おんな太閤記（NHK大河ドラマ、1981年） - とも 役
- ながらえば（NHK総合、1982年11月3日） - 栗山悦子 役
- 春日局（NHK大河ドラマ、1989年） - お江与 役
- ニコニコ日記（2003年） - 小鳥遊こずえ 役
- 限界集落株式会社（2015年） - 大内弥生 役

TBS
- 愛と死をみつめて（1964年）
- ただいま11人（1964 - 1967年）
- 渥美清の泣いてたまるか（1967年）
- 女と味噌汁（1965 - 1980年） - 小桃 役
- 赤井川家の客間（1967年、中部日本放送）
- 肝っ玉かあさん（1968 - 1971年） - 大正綾 役
- ダンプかあちゃん（1969 - 1971年、北海道放送）
- ありがとう 第1シリーズ（1970年） - 堀江（杉本）比奈子 役
- 乳房よ永遠に（1972年） - 上条ゆう子 役
- ありがとう 第2シリーズ（1972 - 1973年）- 千葉志津江 役
- ゆびきり（1973年） - 広野花子 役
- ありがとう 第3シリーズ（1973 - 1974年）- 新堀名津 役
- ありがとう 第4シリーズ（1974 - 1975年）- 松尾志乃 役
- 赤い迷路（1974年） - 都築由起子 役
- ほんとうに（1976 - 1977年） - 浜川千絵 役
- 夜明けの刑事（1976 - 1977年） - 大野治子刑事（警部補） 役
- 家族（1978年） - 佳代 役
- 道（1978 -  1979年） - 伊和田亜紀 役
- やる気満々（1979年） - 徳武礼子 役
- 心（1980年） - 一村友 役
- 茜さんのお弁当（1981年） - 野口光 役
- 父母の誤算（1981年） - 中林せつ子 役
- 愛ってなに（1985年）
- 花のこころ（1985年） - 矢島局 役
- チャオチャオたこかいな〜たこやきルネッサンスや。〜（1986年）
- 妻よ妻よ（1987年） - 外山阿都子 役
- 忠臣蔵・女たち・愛（1987年） - さと 役
- ああわが家（1989年） - 高平知子 役
- 東芝 日曜劇場 （TBS）
  - 第365回「愛する」（1963年）
  - 第600回「三角四角 」（1968年)
  - 第661回「24才シリーズ その夏の日に 」（1969年）
  - 第706回「風が泣いている」（1970年）
  - 第775回「亜紀子」（1971年）
  - 第824回「一枚看板」（1972年）
  - 第896回「冬の恋人」（1974年）
  - 第939回「愛すれどいのち哀しく」（1974年）
  - 第970回「愛ってなぁーに」（1975年）
  - 第1073回「眠り人形 」（1977年)
- 渡る世間は鬼ばかり（1990年 - 2019年） - 野田弥生 役
  - レギュラーシリーズの放送は2011年で終了したが、それ以降は年1回のスペシャルドラマに出演している。
- 話してよいつものように（1990年） - 大木みどり 役
- 源氏物語 上の巻・下の巻（1991年 ‐ 1992年） - 六条御息所 役
- 家族の物語（1993年） - 宮瀬雄 役
- 大忠臣蔵（1994年） - 丹 役 役
- 女の言い分（1994年） - 東夢 役
- もういちど家族（1995年）
- 水戸黄門第26部（1998年）
- 最高の人生の終り方〜エンディングプランナー〜（2012年） - 戸川美奈子 役
- 月曜ゴールデン
  - 「魔性の群像 刑事・森崎慎平1」（2013年） - 宮市純子 役

日本テレビ
- 火曜日の女シリーズ / 逃亡者 -この街のどこかで-（1970年、大映テレビ室・日本テレビ） - 唐沢ミサコ 役
- たんぽぽ（1973 - 1978年） - 向井市子、則子、三好市子 役
- 源さん（1983年） - 内山節子 役
- 火曜サスペンス劇場
  - 「松本清張スペシャル・歯止め」（1983年） - 津留江利子 役
  - 「掏摸（スリ）」（1993年） - 川合正子 役
  - 「警部補 佃次郎4」（1997年） - 亀井典子 役
  - 「女検事・霞夕子13」（1998年） - 城崎治子 役
  - 「弁護士・朝日岳之助14」（1999年） - 佐伯志保 役
  - 「街の医者・神山治郎4」（2003年） - 樫谷芳子 役
- 赤い絆（1984年6月28日） - 紀子 役

フジテレビ
- 男はつらいよ（1968 - 1969年） - 車さくら 役
- 柳生十兵衛 (1970年のテレビドラマ)（1970年） - お袖 役
- 笑顔泣き顔ふくれ顔（1982年） - 北川友子 役
- 京都サスペンス「出町の柳」（1987年、関西テレビ / 東映） - 主演
- 僕と彼女と彼女の生きる道（2004年） - 大山美奈子 役
- 僕の歩く道（2006年） - 大竹里江 役
- 会いたかった 〜向井亜紀・代理母出産という選択〜（2007年） - 向井亜紀の母 役
- 金曜プレステージ
  - 「浅見光彦シリーズ28」（2008年） - 有田稲子 役
  - 「浅見光彦シリーズ49」（2014年） - 正岡錦恵 役

テレビ朝日
- 特別機動捜査隊（1966年）
- 半七捕物帳 十手無用の仮面舞踏会（1987年）
- 必殺ワイド新春・久しぶり!主水、夢の初仕事・悪人チェック!! - お静、本人役（1988年）
- はぐれ刑事純情派（1992年） - 垣花サチ 役
- 新・京都迷宮案内（2007年） - 大北比佐子 役
- 相棒（2008年） - 堂上公江 役
- 土曜ワイド劇場
  - 「松本清張のガラスの城」（1977年）
  - 「京都殺人案内14」（1988年） - 田村静江 役

テレビ東京
- 徳川の女（1997年） - 於大の方 役

### 舞台
- オッペケペ
- 作者を探す六人の登場人物
- 女と味噌汁
- 初蕾
- 秋のかげろう
- 北国慕情
- 江戸の恋
- 春日局
- 幸福
- 芸者と第九交響曲
- 結婚する手続き
- おんなの家
- おしん
- お春の恋
- 華やかな女
- 女たちの忠臣蔵
- わがババわがまま奮斗記
- 明日の幸福
- 女の人さし指

### 吹き替え
- 真珠湾（アンジー・ディキンソン）
- 地下水道（デイジー）

### その他のテレビ番組
- クイズダービー（TBS） - 5代目2枠レギュラー
- てれび絵本（NHK教育） - 朗読

他多数

### CM
- 東芝 キッチン家電（炊飯器・電子レンジ等）
- 大正製薬「パブロン・3代目」（1973年 - 1976年）
- 山発産業（現：シュワルツコフヘンケル）「パオン」
- 津村順天堂（現・ツムラ）「バスピカS」（1980年 - 1981年）
- シマヤ だしの素（1982年）
- ヤマヒサ
- 花王「リリーフ」
- かねふく（辛子明太子製造・販売）
- Panasonic「LUMIX TZシリーズ」（2007年 - ）※ 綾小路きみまろと共演
- 西日本鉄道 有料老人ホーム「サンカルナシリーズ」（2010年 - ）

## ディスコグラフィー

### シングル
1. ひとめぼれの歌（1970年、東芝、TP-2324）
  - 作詞：稲葉明子 / 作曲：服部公一 / 編曲：服部公一

（c/w 北国の娘）
2. 夢の彼方に港町（1981年、キング、K07S-194）
  - 作詞：杉紀彦 / 作曲：森田公一 / 編曲：服部克久

（c/w　レイニー・ストーリー）

### アルバム
1. 長山藍子のほほえみ～晴れた日の詩集（1974年、キング、SKD-189）
2. まいるど11～夢の彼方に港町（1981年、キング、K28A-174）